# 基地組織的庫爾德營
基地組織的庫爾德營（英語：Al-Qaeda Kurdish Battalions，AQKB）是一個好戰的伊斯蘭組織，主要活躍於伊朗北部與伊拉克的邊界。基地組織的庫爾德分支對伊拉克北部的庫爾德地區政府發動了多次襲擊。 該組織於2012年1月1日被美國國務院列為恐怖組織。
1. ↑  . U.S. Department of State.   [13 October 2015]. （原始内容存档于2020-10-19）.